# Piratisca lophota
Piratisca lophota là một loài bướm đêm trong họ Noctuidae.